# Plexippus wesolowskae
Plexippus wesolowskae là một loài nhện trong họ Salticidae.
Loài này thuộc chi Plexippus. Plexippus wesolowskae được Biswamoy Biswas & Dinendra Raychaudhuri miêu tả năm 1998.